# کائو (دهانه)
کائو یک دهانه برخوردی در ماه است.